# 荷花湖
荷花湖是一个位于中国西藏自治区尼玛县的湖泊，面积约为75平方千米。